# 勒罗伊·埃利斯
勒罗伊·埃利斯（英語：Leroy Ellis，1940年3月10日—2012年6月2日），美国NBA联盟前职业篮球运动员。他在1962年的NBA选秀中第1轮第6顺位被洛杉矶湖人选中。